# Kelleys Island
Kelleys Island is een plaats (village) en eiland in de Amerikaanse staat Ohio, en valt bestuurlijk gezien onder Erie County. Het is het grootste eiland in het Eriemeer.

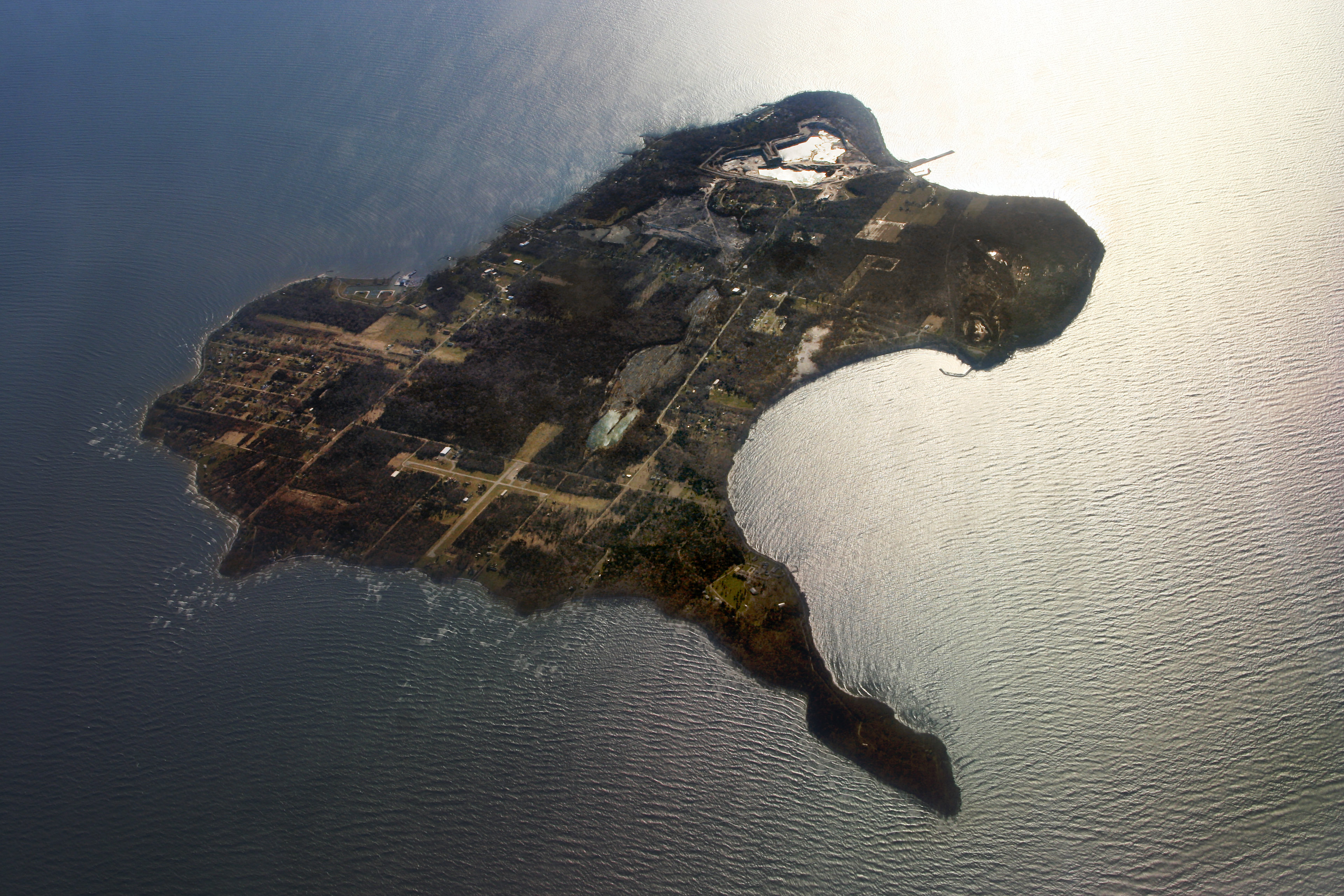
Vanuit de lucht
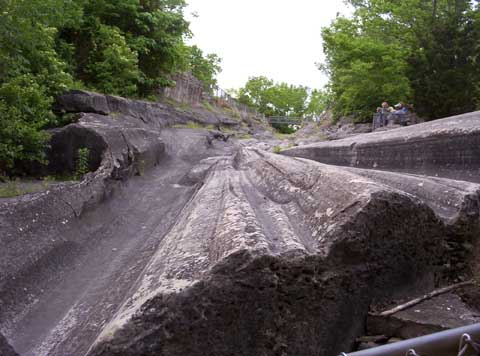
Erosie

## Demografie
Bij de volkstelling in 2000 werd het aantal inwoners vastgesteld op 367.
In 2006 is het aantal inwoners door het United States Census Bureau geschat op 383, een stijging van 16 (4.4%).

## Geografie
Volgens het United States Census Bureau beslaat de plaats een oppervlakte van
12,0 km², waarvan 11,8 km² land en 0,2 km² water. Kelleys Island ligt op ongeveer 182 meter boven zeeniveau.

## Plaatsen in de nabije omgeving
De onderstaande figuur toont nabijgelegen plaatsen in een straal van 20 km rond Kelleys Island.